# Adiantum coreanum
Adiantum coreanum är en kantbräkenväxtart som beskrevs av Tag. Adiantum coreanum ingår i släktet Adiantum och familjen Pteridaceae. Inga underarter finns listade.